# パンチョ・ゴンザレス
パンチョ・ゴンザレス（Pancho Gonzales, 1928年5月9日 - 1995年7月3日）は、アメリカ・カリフォルニア州ロサンゼルス出身の男子テニス選手。本名は Ricardo Alonso González （リカルド・アロンソ・ゴンザレス）といい、愛称の「パンチョ・ゴンザレス」で最もよく知られる。1948年と1949年の全米選手権で大会2連覇を達成した選手で、1949年の全仏選手権とウィンブルドン選手権で男子ダブルス2連勝もある。その後プロテニス選手として活動し、1973年まで四半世紀の長きにわたってテニス経歴を続行した。

## 来歴
メキシコ人の家庭に生まれ育ったゴンザレスは、テニスの歴史を通じて最も色彩豊かなキャラクターを備えた選手のひとりとして知られる。ゴンザレスは身長190cmほどの長身から放たれる高速サービスを最大の武器にし、多彩な戦術を自在に駆使するテニス・スタイルの持ち主だった。彼は試合中に周囲の人々に激怒をぶつけることの多い選手だったが、優れたエンターテイナーの才能を備えた選手として高い人気を集め、プロテニスの興行には不可欠な存在であった。
ロサンゼルスでメキシコ人の両親の間に生まれたリカルド・アロンソ・ゴンザレスは、12歳の時に母親が買ってくれた安いテニスラケットに夢中になった。しかし彼には地元の上流階級のテニス界に受け入れられなかった時期があり、南カリフォルニアのジュニア・トーナメントを無断で欠場したことさえあったという。彼の少年時代は、ちょうど第2次世界大戦の戦時中であり、ゴンザレスはアメリカ陸軍に所属していたが、終戦後の1946年に18歳で軍隊をやめてテニスに専念し始める。1948年に全米選手権で初優勝した時、ゴンザレスは全米ランキング17位の位置で、大会では第8シードの選手であったが、準々決勝でフランク・パーカー、準決勝でチェコスロバキアのヤロスラフ・ドロブニーを破って勝ち進んだ。決勝戦では南アフリカのエリック・スタージェスを 6-2, 6-3, 14-12 のストレートで破り、全米初優勝を飾る。1949年、ゴンザレスは男子ダブルスでフランク・パーカーとペアを組み、全仏選手権とウィンブルドン選手権で4大大会男子ダブルス2連勝を果たす。続く全米選手権で、ゴンザレスは当年度のウィンブルドン優勝者になったテッド・シュローダーを 16-18, 2-6, 6-1, 6-2, 6-4 の逆転で破って2連覇を達成した。先にシュローダーが2セットを奪ったが、ゴンザレスは2セット・ダウン（先に相手に2セットを取られた状態）からの劇的な逆転勝利を収めた。この後、ゴンザレスは「プロテニス選手」に転向する。
プロ選手に転向した当初の時期は、ゴンザレスはプロテニス界の“皇帝”と呼ばれたジャック・クレーマーに歯が立たなかった。しかしクレーマーが1954年に引退した後、ゴンザレスはプロテニスツアーの興行を盛り上げる存在になる。彼の名前がプログラムに載ることは、当時の観客動員に不可欠な要素となった。当時のプロ選手たちには別のトーナメント群があり、「全米プロテニス選手権」（US Pro）／「ウェンブリー・ワールド・プロテニス選手権」（Wembley World Pro）／「全仏プロテニス選手権」（French Pro）が彼らの主要な戦いの場であった。ゴンザレスは「全米プロテニス選手権」で男子シングルス8勝、男子ダブルス5勝の大会最多優勝記録を残し、「ウェンブリー・ワールド・プロ」でも4度の優勝があるが、「全仏プロテニス選手権」は3度の準優勝で止まった。
彼の最大の親友はエクアドルのフランシスコ・オレガリオ・セグラ（Francisco Olegario Segura）で、セグラもゴンザレスと同じ“パンチョ”のニックネームをつけられて「パンチョ・セグラ」と呼ばれるようになった。ゴンザレスはプロテニスツアーで先輩選手のドン・バッジや、オーストラリアの実力者になったフランク・セッジマン、ケン・ローズウォール、ルー・ホード、ロッド・レーバーらと戦ったが、1964年の全米プロテニス選手権では決勝でレーバーに敗れ、9度目の優勝を逃している。しかし、ゴンザレスのキャリアはここで終わらなかった。
1968年、テニス4大大会にプロ選手の出場を解禁する「オープン化措置」が実施される。オープン化制度のもとで最初に開かれた大会は、1968年全仏オープンであった。ゴンザレスにとっては1949年全米選手権の優勝から19年間の歳月が流れていたが、彼はこの全仏オープンに出場を決め、ロッド・レーバーとの準決勝に勝ち進んだ。19年前の1949年全仏選手権でもベスト4の成績であり、40歳を迎えてもゴンザレスの実力は衰えていなかった。ウィンブルドンでは3回戦でアレックス・メトレベリ（ソ連）に敗れたが、「全米オープン」という名称になった大会では準々決勝まで進み、19年前の優勝者は地元ファンの前で健在ぶりをアピールした。19年ぶりの準々決勝の舞台で、ゴンザレスはオランダのトム・オッカーに 16-14, 3-6, 8-10, 3-6 の激戦で敗れた。翌1969年のウィンブルドン1回戦で、ゴンザレスはチャーリー・パサレル（プエルトリコ）と歴史的なマラソン・マッチを繰り広げた。パサレルは2年前の1967年、ウィンブルドンの1回戦で大会前年優勝者のマニュエル・サンタナを「オープニング・マッチ」で破り、同選手権で史上初の番狂わせを演じた人である。ゴンザレスはそのパサレルに 22-24, 1-6, 16-14, 6-3, 11-9 で勝ち、総計「112ゲーム」を要した試合時間「5時間12分」の長丁場を制したが、この大会では4回戦で敗退した。1972年にゴンザレスは43歳9ヶ月でプロテニスツアーの最年長優勝記録を樹立し、1973年までテニス界の第一線で活躍した。まだ現役選手であった1968年に国際テニス殿堂入りを果たしている。
パンチョ・ゴンザレスは生涯に6度結婚したが、最後の妻はアンドレ・アガシの姉リタであった。そのため、最晩年のゴンザレスはアガシと義理の兄弟関係のつながりを持っていた。1995年7月3日、ゴンザレスは前立腺癌のためラスベガスで67歳の生涯を閉じたが、義理の弟になったアガシが彼の葬儀の世話をした。

## 4大大会優勝
- 全仏選手権　男子ダブルス：1勝（1949年）
- ウィンブルドン選手権　男子ダブルス：1勝（1949年）
- 全米選手権　男子シングルス：2勝（1948年・1949年）